# Hyposmocoma kaupo
Hyposmocoma kaupo là một loài bướm đêm thuộc họ Cosmopterigidae. Nó là loài đặc hữu của Maui. Loài địa phương ở the Kaupo Gap area of phía đông Maui, ở đó nó was collected at an altitude of 1,085 meters.
Sải cánh dài 12.2–13.3 mm.